# Frank O'Hara
Francis Russell »Frank« O'Hara, ameriški pisatelj, pesnik in umetnostni kritik, * 27. marec 1926, Baltimore, Maryland, ZDA, † 25. julij 1966, Fire Island, New York, ZDA.

## Življenje
Frank O'Hara, sin R. Joseph O'Hare in Katherine (roj. Broderick) se je rodil 27. marca 1926 v Baltimoru in odrastel v mestu Grafton v zvezni državi Massachusetts. Učil se je igrati klavir na konzervatoriju v Bostonu, med letoma 1941 in 1944 pa se je boril na Južnem Pacifiku in Japonskem, kjer je na rušilcu USS Nicholas upravljal sonar.
Z denarjem, ki ga je dobival kot vojni veteran, se je vpisal na harvardsko univerzo. Čeprav je za glavni predmet imel glasbo in celo skladal, se je redko pojavil na predavanjih in raje obiskoval pouk filozofije in teologije, v prostem času pa strastno pisal. Na njegov slog so močno vplivale vizualne umetnosti in sodobna glasba, ki je bila tako njegova prva ljubezen (celo življenje je ostal pianist in svoje partnerje presenečal z odlomki Rahmaninova.) Njegovi najljubši pesniki so bili Arthur Rimbaud, Stéphane Mallarmé, Boris Pasternak in Vladimir Majakovski. Na Harvardu je O'Hara srečal Johna Ashberyja in začel objavljati pesmi v reviji Harvard Advocate. Svoji ljubezni do glasbe navkljub je O'Hara diplomiral iz angleške književnosti, leta 1950.
Nato se je vpisal na Michigansko univerzo v mestu Ann Arbor. Tam je dobil štipendijo in leta 1951 naredil magisterij iz angleške književnosti. Tiste jeseni se je preselil v New York, kjer si je naslednjih 11 let stanovanje delil z Joeom LeSueurjem, tudi njegovim ljubimcem. V New Yorku je začel tudi poučevati.
Bil je znan po družabnosti, strasti in toplini, zato ne čudi, da je imel ogromno prijateljev in ljubimcev, večinoma iz newyorške umetniške in pesniške srenje. Kmalu po preselitvi v New York se je zaposlil v Muzeju moderne umetnosti in začel resneje pisati.
O'Hara je bil dejaven v svetu umetnosti, saj je pisal ocene za revijo Artnews, leta 1960 pa postal pomočnik kustosa v Muzeju moderne umetnosti. Njegovi prijatelji so med drugim bili tudi nizozemski slikar Willem de Kooning, ameriški slikar Norman Bluhm, glasbenik Larry Rivers in slikarka Joan Mitchell.
V zgodnjih jutranjih urah 24. julija 1966 je O'Haro povozil štirikolesnik na obali otoka Fire Island. Umrl je naslednji dan zaradi pretrganih jeter. Pokopan je na Long Islandu.

## Poezija
Poezija Franka O'Hare je večinoma avtobiografska, a bolj osnovana na njegovih opazovanjih življenja v New Yorku, kot raziskovanju svoje preteklosti. Za antologijo The New American Poetry je dejal: "Vse, kar se mi zgodi, vključno z lažmi in pretiravanjem, ki se jim poskušam izogniti, pride v moje pesmi. Moje izkušnje niso razjasnjene niti zame niti za druge, preprosto tam so, v kakršnikoli obliki jih pač najdem."
Njegov značilni slog osamljenega opazovanja okolice se je razvijal v času osnovnega urjenja v mornarici in srednji šoli. Skozi dnevno rutino katoliške šole in mornarice se je naučil stopiti korak nazaj in zapisati duhovite opazke. Te je shranil za nadaljnje pisanje ali pa jih poslal v pismih domov. Sposobnost opazovanja in temeljitega zapisovanja dogajanja v hrupu vsakdanjika je zelo pripomogla, da je O'Hara postal en najbolj priznanih urbanih pesnikov.
V družbi prijateljev je O'Hara o poeziji govoril kot o nečem, kar lahko napišeš mimogrede. John Ashbery je zapisal, da je O'Hara "zlival pesmi ob najbolj čudnih trenutkih - med službo v muzeju, na ulici med kosilom ali pa v sobi, polni ljudi - nato pa jih pospravil v predal in skoraj pozabil nanje."
Leta 1959 je napisal lažni manifest (izvirno objavljen leta 1961), ki mu je dal naslov Personizem: Manifest (v slovenščino ga je leta 2001 prevedel Tone Škrjanec), v katerem je razložil svoj pogled na oblikovno zgradbo: "Ne maram... ritma, asonance in teh reči. Le živce mi parajo. Če te nekdo lovi z nožem, se ne obrneš in mu zakličeš, naj odneha." V nasprotovanje akademskemu pretiravanju z obliko je dodal: "Metrum in ostale tehnikalije so zdrava pamet: če kupuješ hlače, boš poiskal dovolj ozke, da bodo hoteli vsi s teboj v posteljo. Nobene metafizike ni." Dejal je, da je med pogovorom z LeRoi Jonesom, 27. avgusta 1959, ustanovil personizem, gibanje, ki bi lahko bilo "konec književnosti, kot jo poznamo."
"Nič nima opraviti z osebnostjo ali intimnostjo, še zdaleč ne! En osnovnih načel je nasloviti eno osebo (poleg samega pesnika) in s tem vzbuditi prizvok ljubezni brez uničenja vulgarnosti, s katero ljubezen podarja življenje in ohraniti čustva." je še zapisal.
V njegovi poeziji je moč najti vpliv abstraktnega ekspresionizma, nadrealizma, ruske poezije in pesnikov francoskega simbolizma. Na O'Harine stihe so vplivala tudi dela Jacksona Pollocka ali domiselni realizem slikarjev Jane Freilicher in Larryja Riversa. Ta povezanost med pesnikom in slikarjem je najbolj očitna v pesmi Why I Am Not A Painter, kjer O'Hara primerja pisanje pesmi s slikarstvom. Umetnostna kritičarka Marjorie Perloff ga je imenovala za pesnika med slikarji.

## V popkulturi
V filmu Beastly iz leta 2011 si zaljubljena glavna lika bereta O'Harino pesem Having a Coke with You.
V drugi sezoni serije Mad Men glavni lik bere O'Harino zbirko pesmi Meditations in an Emergency

### Dela
- A City Winter and Other Poems. Two Drawings by Larry Rivers. (New York: Tibor de Nagy Gallery Editions, 1951 [sic, i.e. 1952])g
- Oranges: 12 pastorals. (New York: Tibor de Nagy Gallery Editions, 1953; New York: Angel Hair Books, 1969)
- Meditations in an Emergency. (New York: Grove Press, 1957; 1967)
- Second Avenue. (New York: Totem Press & Corinth Books, 1960)
- Odes. (New York: Tiber Press, 1960)
- Lunch Poems. (San Francisco, CA: City Lights Books, The Pocket Poets Series (Št. 19), 1964)
- Love Poems (poskusni naslov). (New York: Tibor de Nagy Gallery Editions, 1965)

### Dela, prevedena v slovenščino
- Personizem; Pesmi. (Ljubljana, 2001; prevedel Tone Škrjanec)
- Srce v žepu. (Ljubljana, ŠKUC, 2002; prevedla Tone Škrjanec in Primož Čučnik)

### O O'Hari
- Frank O'Hara: Poet Among Painters, Marjorie Perloff (New York: G. Braziller, 1977)
- Frank O'Hara,  Alan Feldman (Boston: Twayne Publishers, 1979)
- Frank O'Hara: A Comprehensive Bibliography, Alexander Smith, Jr. (New York: Garland, 1979; 1980)
- Frank O'Hara: To Be True To A City uredil Jim Elledge (Ann Arbor: University of Michigan Press, 1990)
- City Poet: The Life and Times of Frank O'Hara, Brad Gooch (New York: Knopf, 1993)